# Abrahám Zatvornik
Abrahám Zatvornik (2. polovina 13. století – začátek 14. století) byl mnich Kyjevskopečerského monastýru a přepodobný.

## Život
Jeho životopis není znám. Přídomek "Zatvornik" označuje, že mnich je uznán jako svatý, protože aplikoval formu askeze – být sám v cele a oddělit se od světa. Jeho ostatky jsou uloženy v jeho monastýru.
Kult Abraháma, podobně jako jiných mnichů monastýru, se začal rozvíjet roku 1643 na popud kyjevského metropolity Petra Mohyly. V 18. století z iniciativy Nejsvětějšího synodu Ruské pravoslavné církve, se tento kult rozšířil na všechny autokefální pravoslavné církve.